# Банк Гайаны
Банк Гайаны (англ. Bank of Guyana) — центральный банк Гайаны.

## История
16 октября 1965 года начал операции Банк Гвианы. 15 ноября того же года банк начал выпуск банкнот. В мае 1966 года банк переименован в Банк Гайаны.